# Коефициент на запълване Kp
Това е параметър, изразяващ отношението на продължителността на импулса tw и периодa му: {\displaystyle Kp={\frac {tw}{T}}}, където tw е продължителността на импулса, а T е периода му. Той може да има стойност от 0,01 до 0,99, или от 1% до 99%(при 0% и 100% не може да има сигнал).

## Продължителност на импулс
Това е времето от периода, за което сигналът има стойност, различна от нула или времето от фронт до фронт.
Фронт е таза част от сигнала, при който се изменя стойността му от нула до максималната му (положителна или отрицателна) стойност или от максималната му стойност до нула. В зависимост от това фронтовете са съответно нарастващ или спадащ.